# ゆれくるコール
ゆれくるコールは、アールシーソリューション株式会社が制作した防災用アプリケーションである。
気象庁が発表する高度利用者向けの緊急地震速報を元に、利用者に予測震度や揺れが到達するまでの推定時間を通知する。

## 概要
あらかじめ緊急地震速報を受信したい地点と通知する震度を設定すると、緊急地震速報が発表された場合に、プッシュ通知で予測される震度と、揺れが到達するまでの推定時間を通知する。
なお、最大震度5弱以上を観測する地震が発生した場合は、全国一律で地震情報が通知される。
通常では1地点の設定しかできず、現在地についても受信することはできないが、有料のプレミアムプランに加入している場合は、複数の地点が登録でき、また現在地における通知の受信も可能となる。
通知をタップしてアプリを起動すると、カウントダウンで揺れが到達するまでの時間が表示される。
津波注意報や警報が発表された場合についても現在地や設定場所に関わらず通知される。
利用者が揺れ体感を投稿する機能もあり、「ゆれない」「ゆれたかも？」「ちょっとゆれた」「けっこうゆれた」「ものすごくゆれた」の5種類から自身が感じた揺れに応じて投稿できる。

## その他
- 2016年8月1日17時9分ごろ、「東京湾を震源とするマグニチュード9.1の地震が発生」と気象庁から高度利用者向け情報が送信されたが、地震は起きず、すぐにキャンセル報が出された。この際アプリがキャンセル報の自動送信に対応しておらず、アールシーソリューションが気象庁に事実確認してから手動で情報を削除するまで1時間から1時間半のも時間がかかり、ユーザーに混乱が生じた[2][3]。その後、同年9月1日のアップデートにてキャンセル報の自動送信に対応した[4]。
- 2018年5月のアップデートで、声優の井上和彦、かないみかによる音声通知機能を追加した[5]。設定内の通知音から選択できる。

- 2019年秋のアップデートで気象庁が発表する「大雨・洪水警報の危険度分布」に対応することが告知された[6]。

- 2020年8月25日のアップデートにより、iOS及びiPadOS版は総合防災アプリPREPにアップデートされた。これによりApp Storeではゆれくるコールはダウンロード出来なくなった。
- 2021年5月23日での発表により、iOS及びiPadOSに再びゆれくるコールが再リリースされることが発表された。これによりApp Storeに再びゆれくるコールがダウンロード出来るようになった